# フロントライン フュエル・オブ・ウォー
『フロントライン フュエル・オブ・ウォー』（Frontlines: Fuel of War　略称:FFoW）は、枯渇した石油資源をめぐって2024年に起きた近未来の戦争をテーマに描いたファーストパーソン・シューティングゲーム。

## 概要
ゲームには現在、現役で使用されている物や開発段階の物を元にデザインされた戦闘機や戦車など約60種類の兵器車両や武器が登場する。中には2003年以降のイラク戦争で米軍が初めて投入したロボット型の無人兵器をイメージさせるようなドローン兵器も存在する。オンラインのマルチプレイではこれらの兵器を使用した多人数（Windows版：最大64人、Xbox 360版：最大50人）での対戦が可能。
今作はKaos Studioが最初にリリースしたゲームであり、開発チームがバトルフィールド1942の大型MOD『DesertCombat』の制作に関わっている事、バトルフィールド2の拡張パックの開発にアドバイザーとして関わっていた事、同作の有料MODを開発していた事などからバトルフィールドシリーズの影響が随所で見受けられる。

## ストーリー
そう遠くない未来、中東地域の石油資源が枯渇し、「終わらぬ危機」と呼ばれる時代が到来する。
資源の枯渇により各国の軍隊は衰退し、それを補うためロシアや中国、アジアの国々を中心とする東側（レッドスター同盟）と、アメリカやEU諸国を中心とする西側（連合軍）の2大勢力に分断されることとなった（日本は連合軍側である。そして韓国、オーストラリアも連合国側と思われる。）。
主な産油地帯はカスピ海のみという状況になってしまい、連合軍とレッドスターが付近に大規模な兵力を展開し一触即発の膠着状態となった。
その後レッドスターによる連合軍石油採掘プラントの強襲を狼煙に両者の戦いは電撃的に幕を上げ、「戦争の燃料」（フュエル・オブ・ウォー）が眠る中央アジアで激しい攻防戦を繰り広げることとなる。
このようにして第三次世界大戦とも呼べる大戦が勃発し、広範囲にわたって様々な戦闘が行われているが、勝利するためにひとつだけ明らかなルールが存在する。それは敵軍を撃退し、「最前線」つまり”フロントライン”を敵陣後方に押し出すことだ。